# Icthyophaga
Icthyophaga este un gen de șase specii de vulturi, strâns înrudite cu vulturii de mare din genul Haliaeetus. De fapt, unele autorități taxonomice plasează acest gen în cadrul Haliaeetus. Ambele sunt originare din sud-estul Asiei, de la subcontinentul indian la sud-est de Sulawesi.

## Taxonomie
Genul a fost stabilit de René-Primevère Lesson în 1843, pentru a găzdui o singură specie, vulturul pescar cu cap cenușiu, care este, prin urmare, considerată ca specie tip. Lesson a folosit două ortografii pentru numele genului: Icthyophaga și Icthyiophaga, însă nu Ichthyophaga așa cum este adesea scris greșit. În mod tradițional, se credea că acest gen include două specii: vulturul pescar mic și vulturul pescar cu cap cenușiu. În 2005, un studiu sistematic molecular bazat pe genele nucleare și mitocondriale a unit acest gen în Haliaeetus.
În 2017, Comisia Internațională de Nomenclatură Zoologică, la sugestia lui Ernest Williams și Lucy Bunkley-Williams, a conservat atât genul de păsări Icthyophaga, cât și genul de viermi Ichthyophaga în cazul 3603.
În 2023, pe baza celor mai recente studii sistematice moleculare, Uniunea Internațională a Ornitologilor a recreat Icthyophaga cu numele său corect și a transferat patru specii din Haliaeetus în acest gen. Prin urmare, acest gen include acum următoarele șase specii:
- Icthyophaga humilis – vultur pescar mic
- Icthyophaga ichthyaetus – vultur pescar cu cap cenușiu
- Icthyophaga vocifer – vultur pescar african
- Icthyophaga leucogaster – vultur de mare cu burtă albă
- Icthyophaga sanfordi
- Icthyophaga vociferoides – vultur pescar din Madagascar